# Chris Montez
Chris Montez, nome artístico de Ezekiel Christopher Montanez (Los Angeles, 17 de janeiro de 1943) é um cantor e guitarrista estadunidense.

## Biografia
Montez cresceu em Hawthorne, influenciado pela música com sabor latino de sua comunidade e pelo sucesso de Ritchie Valens. Ele estudou composição musical no El Camino College. A música era parte integrante de sua vida familiar e Chris começou a cantar rancheras com seus irmãos mais velhos quando era menino. Eles o ensinaram a tocar violão e a cantar com notas altas. Pouco depois, Chris gravaria All You Had to Do Was Tell Me, que tornou-se um hit local.
Em 1962, Chris gravou o single Let's Dance, que chegou ao Top 10. Ele viria então a excursionar com Clyde McPhatter, Sam Cooke, The Platters e Smokey Robinson. No ano seguinte, enquanto estava em Liverpool com Tommy Roe, seu show foi aberto por um novo grupo inglês chamado The Beatles.
Após três anos na estrada, Montez voltou para casa em 1965 para terminar seus estudos e gravar um disco pela gravadora A & M. Herb Alpert, que sugeriu que ele cantasse baladas suaves. Em um estilo mais conservador, foram gravados os sucessos The More I See You, There Will Never Be Another You, Call Me e Time After Time.
Enquanto o rock britânico e o rock psicodélico invadiam os Estados Unidos, Chris trocou sua gravadora antiga pela CBS International e acumulou uma sequência de hits fora dos EUA que o firmaram como uma estrela internacional. Ele tem músicas gravadas em inglês e espanhol que fizeram sucesso especialmente na Áustria, na Alemanha e na Holanda.

## Discografia

### Álbuns
| Ano  | Álbum                                  | Gravadora                         |
| ---- | -------------------------------------- | --------------------------------- |
| 1962 | Let's Dance and Have Some Kinda Fun!!! | London Records e Monogram Records |
| 1966 | Time After Time                        | A&M Records                       |
| 1966 | The More I See You                     | A&M Records                       |
| 1967 | Foolin' Around                         | A&M Records                       |
| 1968 | Watch What Happens                     | A&M Records                       |
| 1972 | Let's Dance                            | CBS                               |
| 1974 | Chris Montez and Raza: Ay No Digas     | Caytronics                        |
| 1974 | The Best Of Chris Montez               | CBS                               |
| 1975 | Time After Time                        | A&M Records                       |
| 1983 | Cartas de Amor                         | A&M Records                       |

### Singles
| Ano  | Título                            | Posições nas tabelas | Posições nas tabelas | Posições nas tabelas | Álbum                                  |
| Ano  | Título                            | EUA                  | AC EUA               | UK                   | Álbum                                  |
| ---- | --------------------------------- | -------------------- | -------------------- | -------------------- | -------------------------------------- |
| 1960 | "I Lost My Baby"                  | -                    | -                    | -                    | —                                      |
| 1962 | "All You Had To Do (Was Tell Me)" | -                    | -                    | -                    | Let's Dance and Have Some Kinda Fun!!! |
| 1962 | "Let's Dance"                     | 4                    | -                    | 2                    | Let's Dance and Have Some Kinda Fun!!! |
| 1962 | "Some Kinda Fun"                  | 43                   | -                    | 10                   | Let's Dance and Have Some Kinda Fun!!! |
| 1963 | "(Let's Do) The Limbo"            | -                    | -                    | -                    | Let's Dance and Have Some Kinda Fun!!! |
| 1963 | "In An English Towne"             | -                    | -                    | -                    | —                                      |
| 1963 | "Monkey Fever"                    | -                    | -                    | -                    | —                                      |
| 1964 | "All You Had To Do (Was Tell Me)" | -                    | -                    | -                    | —                                      |
| 1964 | "It Takes Two"                    | -                    | -                    | -                    | —                                      |
| 1965 | "Call Me"                         | 22                   | 2                    | -                    | The More I See You                     |
| 1966 | "The More I See You"              | 16                   | 2                    | 3                    | The More I See You                     |
| 1966 | "There Will Never Be Another You" | 33                   | 4                    | 37                   | The More I See You                     |
| 1966 | "Time After Time"                 | 36                   | 12                   | -                    | Time After Time                        |
| 1967 | "Because of You"                  | 71                   | 25                   | -                    | Foolin' Around                         |
| 1967 | "Foolin' Around"                  | -                    | -                    | -                    | Foolin' Around                         |
| 1968 | "The Face I Love"                 | -                    | 15                   | -                    | Watch What Happens                     |
| 1968 | "Love Is Here To Stay"            | -                    | 38                   | -                    | Watch What Happens                     |
| 1968 | "Watch What Happens"              | -                    | -                    | -                    | Watch What Happens                     |
| 1971 | "The End Of The Line"             | -                    | -                    | -                    | —                                      |
| 1972 | "Loco Por Ti (Crazy For You)"     | -                    | -                    | -                    | —                                      |